# 法の師
法の師（のりのし）とは、古注釈、梗概書、源氏物語巻名目録や源氏物語古系図などの一部に現れる源氏物語の巻の名前である。

## 概要
現在の一般的な源氏物語54帖の中には含まれてはいないが、以下のようないくつかの形で源氏物語の巻であるとする資料が存在する
- 第54帖である夢浮橋の異名。源氏物語の注釈書である紫明抄・河海抄などの記述による。巻名の由来は薫が詠んだ和歌「法の師と尋ぬる道をしるべにて思はぬ山に踏み惑ふかな」によるとされる。
- 現在では源氏物語の最終第54帖である夢浮橋に続く巻の名前。源氏物語の注釈書である源氏釈において、「三十六 夢浮橋」の後に続く巻として、「三十七 のりのし」なる名前の巻が巻名のみ挙げられている。
- 室町時代に造られた源氏物語の補作である雲隠六帖の第4帖の巻名。（雲隠六帖における）雲隠の並びの巻であるとされている。雲隠六帖の注釈書『雲隠六帖抄』では「法の師と差櫛とは同じである」とされている[1]。

## 「法の師」巻は存在したか
源氏釈が記したような夢浮橋に続く「法の師」巻は存在したのか。これについては、以下のような説が存在する。
- 単なる誤りであるとする池田亀鑑の説[2]。
源氏釈はこの記述の少し前にある「総角」を「椎本」の並びの巻にしてしまい、巻序を示す数字を書かなかったため、最終巻である「夢浮橋」の数字が三十六になってしまった。しかし並びの巻を除いた源氏物語全体の巻数は37になるはずだという考えのもとで、元々「夢浮橋」の異名であった「法の師」に「三十七」という数字を振って、『源氏物語』全巻の巻数を37としたのではないかとしている。
- かつて「法の師」という巻が存在したのは事実であるとする寺本直彦の説[3][4]。
寺本は源氏物語の巻について、成立して以後にもともと一つだった巻がいくつかの巻に分割されたり逆にもともとはいくつかの連続した複数の巻だったものが合わさって一つの巻になったりしたことがあるとして、複数の巻が一つになったとき無くなった方の巻の名前が残った方の巻の異名として残ったとしている。このような考え方を元にして、源氏釈は現在本文が残っている通りに「夢浮橋」の後に「法の師」という巻が存在した源氏物語を対象に注釈を加えたのであり、その後この二つの巻が合わさって一つの巻になり、「法の師」が現在の「夢浮橋」の後半部分になるとともに「夢浮橋」が「法の師」の異名を持つようになったのではないかとしている。